# Sábado (revista)
Sábado es el nombre de una revista semanal portuguesa de información general.
Fue la primera revista de noticias moderna del país.
Sábado se estableció en 1988 y cerró en 1993. La revista fue relanzada por Medialivre el 7 de mayo de 2004. Entre 1988 y 1992 el periódico fue dirigido por Joaquim Letria. Se publica semanalmente y cubre noticias sobre política, sociedad, cultura, deportes y ocio.
Tiene una periodicidad semanal y, a pesar del nombre, sale en los puestos al jueves - antes del 12 de enero de 2006 salía al viernes. Es editada en Lisboa y dirigida por Rui Hortelão. Pertenece al Grupo Medialivre y tuvo como primer director al periodista João Gobern.
Sábado concurre en el exigente mercado portugués de las revistas generalistas, que tiene como caso de mayor éxito la revista Visão.